# Manuel Domingos
Manuel Domingos Neto (Fortaleza, 5 de dezembro de 1949) é um historiador, professor, pesquisador, escritor e político brasileiro que foi deputado federal pelo Piauí.

## Dados biográficos
Filho de Pedro de Castro Pereira e Florice Raposo Pereira. Antes de graduar-se em História em 1971 pela Universidade Federal do Ceará lecionou no ensino médio em Fortaleza e uma vez formado estudou na Universidade de Paris onde fez licenciatura e pós-graduação e concluiu o Doutorado em História em 1979. Militante da clandestina Ação Popular foi preso por sua oposição ao Regime Militar de 1964 e expulso do país. Retornando ao Brasil foi pesquisador de instituições como: Fundação Getúlio Vargas, Ministério da Agricultura e Fundação Casa de Rui Barbosa. Passou a residir em Teresina onde exerceu suas atividades profissionais junto à Fundação Centro de Pesquisas Econômicas e Sociais do Piauí (CEPRO).
Candidato a deputado federal pelo PMDB em 1986 ficou na segunda suplência e foi superintendente da Fundação CEPRO no início do segundo governo Alberto Silva do qual se afastou por razões políticas. Em 1988 estava filiado ao PCdoB e foi candidato a vice-prefeito de Teresina na chapa da deputada federal Myriam Portela (PDS) numa eleição vencida pelo candidato do PMDB, Heráclito Fortes, cuja vitória e a eleição de Mão Santa à prefeitura de Parnaíba deram a Manuel Domingos um mandato de deputado federal sendo empossado em 5 de janeiro de 1989.
Disputou a reeleição em 1990, mas não chegou sequer à suplência porque a "Frente Piauí Popular" não atingiu o quociente eleitoral mínimo para garantir uma vaga. Foi professor do curso de Sociologia a Universidade Federal do Ceará e da Universidade Federal Fluminense e vice-presidente do Conselho Nacional de Desenvolvimento Científico e Tecnológico. Hoje atua como professor visitante na Universidade Estadual do Piauí.

## Escritor
Em 30 de abril de 2010, lançou o livro O que os Netos dos Vaqueiros me Contaram,  que destaca a criação extensiva de gado bovino na construção do Brasil, os problemas do desenvolvimento socioeconômico regional e a reprodução do poder político no meio rural nordestino. Sobre seu livro Manuel Domingos relata:
| “ | Eu busquei fazer uma reprodução do poder da época. Desde as figuras mais importantes da história do Piauí no século XX, até os seus grandes inimigos. Isso tudo partindo dos depoimentos colhidos em 1984, quando eu tinha aberto um laboratório oral em Teresina. | ” |